# The Mamas and the Papas
The Mamas & the Papas war eine US-amerikanische Folk-Rock-Band. Obwohl die Gruppe nur von 1965 bis 1968 aktiv war, prägte sie mit Hitsongs wie California Dreamin’, Monday, Monday oder Dream a Little Dream of Me den Sound der Gegenkultur und Hippie-Bewegung der 1960er Jahre.

## Geschichte
John Phillips begann seine musikalische Karriere gemeinsam mit Scott McKenzie bei einer Gruppe namens The Smoothies, bevor beide gemeinsam The Journeymen gründeten. Denny Doherty und Cass Elliot waren zuvor bei der Folk-Rock-Band The Mugwumps. John und seine Frau Michelle trafen 1964 in Los Angeles auf Doherty und Elliot. Die vier gingen zunächst gemeinsam in die Karibik auf die Amerikanischen Jungferninseln, um sich besser kennenzulernen. Nach ihrer Rückkehr im Jahr 1965 machte Barry McGuire sie mit seinem Produzenten Lou Adler bekannt, bei dem sie ihren ersten Plattenvertrag unterschrieben. Die Gruppe nannte sich jetzt The Mamas & The Papas, angelehnt an die Rocker der Hells Angels, die ihre Freundinnen „Mamas“ nannten.
Gleich der erste im November 1965 veröffentlichte Song California Dreamin’ wurde ein großer Erfolg und war der Auftakt zu einer Reihe von Hits, unter anderem Monday, Monday, Go Where You Wanna Go und Dedicated to the One I Love. John und Michelle Phillips hatten das Stück bereits 1963 geschrieben, als sie in New York lebten, inspiriert durch Michelle Phillips’ Heimweh, das sie nach Kalifornien zog. Die Gruppe betrat Neuland, indem sie erstmals Frauen- und Männerstimmen vereinte. Mit ihrem schwebenden Sound, der Pop und Folk kombinierte, und den lyrischen Texten drückten sie wie kaum eine andere Band das Lebensgefühl der damaligen Flower-Power-Bewegung aus.
Als John Phillips von der Affäre zwischen seiner Frau Michelle und Gene Clark von den Byrds erfuhr, warf er sie am 28. Juni 1966 aus der Band, und Jill Gibson wurde als Ersatz engagiert. Gerade einmal zwei Monate später nahm Phillips Ende August seine Frau wieder in die Band auf, und Gibson erhielt eine Abfindung.
Die Gruppe trat 1967 beim Monterey Pop Festival auf, das John Phillips organisiert hatte und das als „Monterey Pop“ mitgefilmt wurde.
Ende 1968 ließen sich John und Michelle Phillips scheiden, als The Mamas & the Papas musikalisch bereits getrennte Wege gingen. Im Sommer 1971 fanden sich die vier Musiker, die in der Zwischenzeit an ihren Solokarrieren gearbeitet hatten, noch einmal für ein Album, People Like Us, zusammen, weil sie dazu vertraglich verpflichtet waren. Es war nicht erfolgreich und blieb das letzte der Gruppe. Cass Elliot starb Ende Juli 1974 mit 32 Jahren an einem Herzinfarkt.
John Phillips und Denny Doherty gründeten 1982 eine Band mit dem Namen The New Mamas & the Papas, der neben den beiden Originalmitgliedern der Band noch Phillips’ Tochter Mackenzie Phillips und Elaine „Spanky“ McFarlane, die ehemalige Sängerin der Folk-Pop-Gruppe Spanky and Our Gang, angehörten. Die Band konnte nicht an die früheren Erfolge anknüpfen.
Im Jahr 1998 wurden The Mamas & the Papas in die Rock and Roll Hall of Fame aufgenommen.
John Phillips starb im März 2001 an Herzversagen. Denny Doherty starb 2007 an einer Arterienerweiterung.

## Diskografie
Studioalben

| Jahr | Titel                                 | Höchstplatzierung, Gesamtwochen, AuszeichnungChartplatzierungen (Jahr, Titel, Platzierungen, Wochen, Auszeichnungen, Anmerkungen) | Höchstplatzierung, Gesamtwochen, AuszeichnungChartplatzierungen (Jahr, Titel, Platzierungen, Wochen, Auszeichnungen, Anmerkungen) | Höchstplatzierung, Gesamtwochen, AuszeichnungChartplatzierungen (Jahr, Titel, Platzierungen, Wochen, Auszeichnungen, Anmerkungen) | Höchstplatzierung, Gesamtwochen, AuszeichnungChartplatzierungen (Jahr, Titel, Platzierungen, Wochen, Auszeichnungen, Anmerkungen) | Höchstplatzierung, Gesamtwochen, AuszeichnungChartplatzierungen (Jahr, Titel, Platzierungen, Wochen, Auszeichnungen, Anmerkungen) | Anmerkungen                                                            |
| Jahr | Titel                                 | DE | AT | CH | UK | US | Anmerkungen                                                            |
| ---- | ------------------------------------- | --- | --- | --- | --- | --- | ---------------------------------------------------------------------- |
| 1966 | If You Can Believe Your Eyes and Ears | — | — | — | — | US1 Platin · (105 Wo.)US | Erstveröffentlichung: 28. Februar 1966 Platz 127 der Rolling-Stone-500 |
| 1966 | The Mamas & the Papas                 | DE14 (16 Wo.)DE | — | — | UK3 (18 Wo.)UK | US4 Gold · (76 Wo.)US | Erstveröffentlichung: 30. August 1966                                  |
| 1967 | Deliver                               | DE30 (4 Wo.)DE | — | — | UK4 (22 Wo.)UK | US2 Gold · (55 Wo.)US | Erstveröffentlichung: Februar 1967                                     |
| 1968 | The Papas & the Mamas                 | — | — | — | — | US15 (34 Wo.)US | Erstveröffentlichung: Mai 1968                                         |
| 1971 | People Like Us                        | — | — | — | — | US84 (8 Wo.)US | Erstveröffentlichung: November 1971                                    |

grau schraffiert: keine Chartdaten aus diesem Jahr verfügbar

## Auszeichnungen
RSH-Gold
- 1993: in der Kategorie „Werbesong des Jahres“ (Dream a Little Dream of Me)[7]

## Dokumentation
- California Dreamin' - Die Geschichte von The Mamas & The Papas. Regie: France Swimberge. ARTE F, Frankreich, 52 Minuten, 2023.